# Laurent Castaignède
Pour les articles homonymes, voir Castaignède.
Laurent Castaignède, né en août 1970, est un ingénieur centralien. 

## Principales idées et propositions

### Réduction des déplacements véhiculaires
Laurent Castaignède prône pour cela un ralentissement et un renchérissement des moyens de transport comme de leurs carburants, doublé d'une réorientation des ressources vers la réduction à vol d'oiseau des distances, condition nécessaire à la possibilité d'usage d'alternatives au monopole radical de la voiture individuelle (et à celui du train de banlieue) dans le cas du trajet domicile-travail.

### Critique de la voiture électrique
Concernant la voiture électrique, il alerte sur le risque prochain d'un « electricgate » qui pourrait consacrer un formidable gaspillage de ressources métalliques critiques et d'électricité verte, tant les véhicules commercialisés sont trop souvent surdimensionnés (comme victimes d'autobésité) et dépourvus de plafonnement de leur nombre. Il y voit un « passage obligé vers une autre voiture électrique », véritablement respectueuse des populations et de l'environnement.

## Publications
- La ruée vers la voiture électrique - Entre miracle et désastre, Montréal, Écosociété, 2023[5],[6]
- Airvore ou le mythe des transports propres - Chronique d'une pollution annoncée, nouvelle édition revue et augmentée de l'édition de 2018, préface de Philippe Bihouix Montréal, Écosociété, 2022
- La bougeotte, nouveau mal du siècle ? - Transports et liberté, Montréal, Écosociété, 2021[7],[8]
- Airvore ou la face obscure des transports - Chronique d'une pollution annoncée, Montréal, Écosociété, 2018[9],[10]